# Grutness Voe

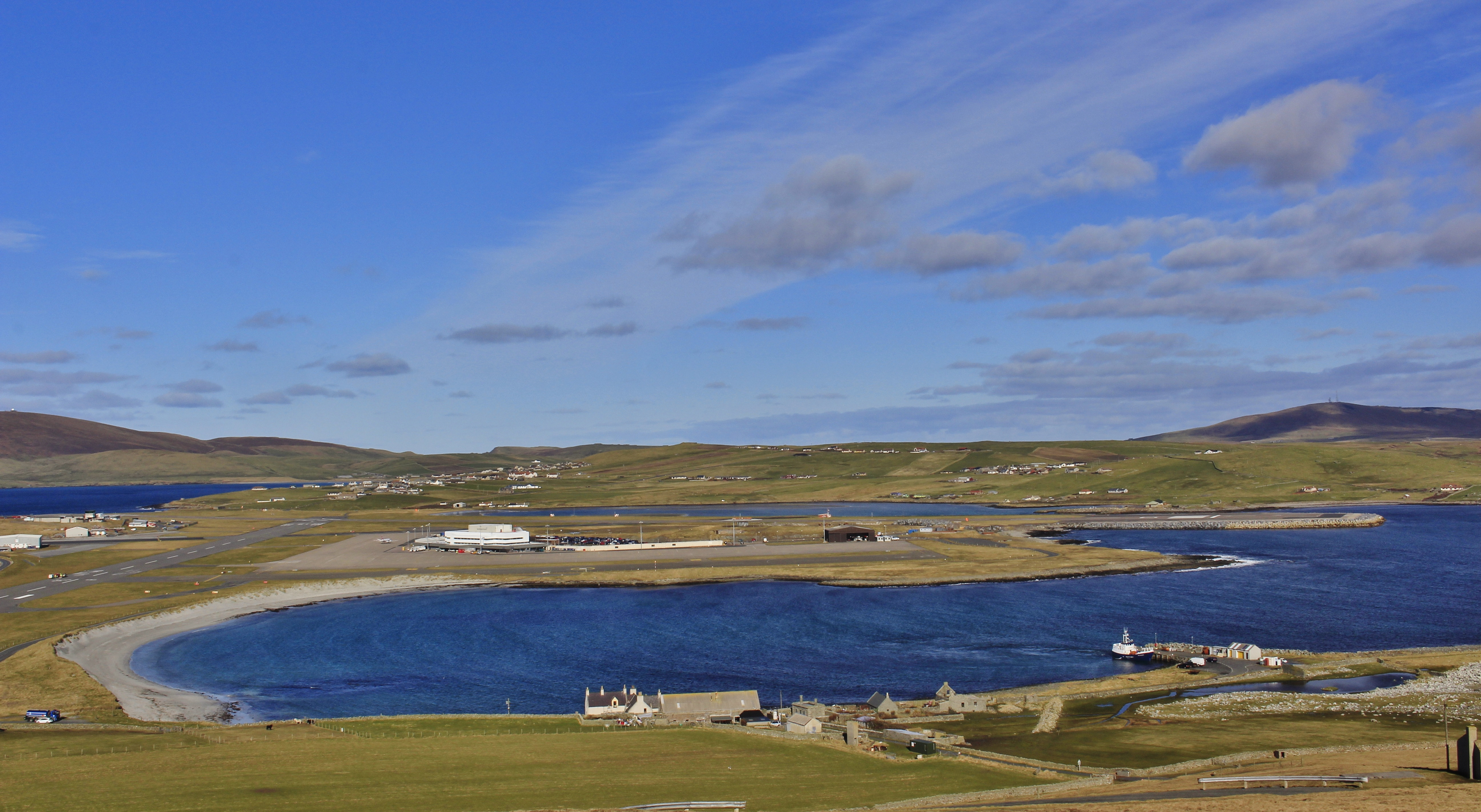
Blick von Süden auf die Bucht

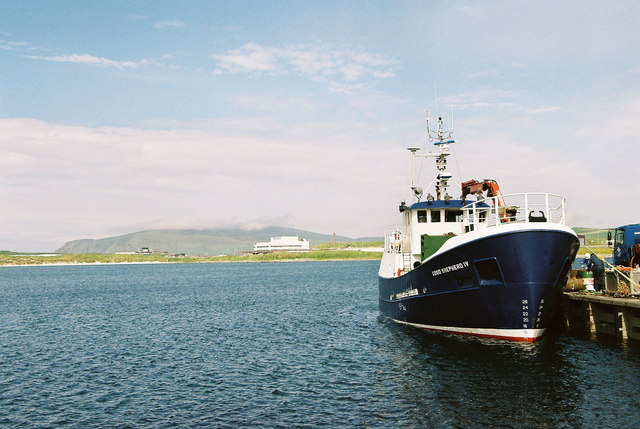
Die Fähre nach Fair Isle und die Bucht

Die Grutness Voe ist eine Meeresbucht (Voe), die im Süden der zu Schottland zählenden Shetlands liegt.

## Geographie
Die Grutness Voe ist eine Bucht, die im äußersten Süden von Mainland liegt. Sumburgh Head, der südlichste Punkt der Shetlands, ist zweieinhalb Kilometer entfernt. Der Bereich des nordwestlichen Ufers der Bucht wird vom Flughafen Sumburgh genutzt. Zwei Orte liegen am Ufer, Sumburgh im Südwesten und Grutness im Südosten. Im Osten öffnet sich die Bucht zur Nordsee, hier wird sie von einer Fähre genutzt, die die Shetlands mit der Fair Isle verbindet.

## Historisches
Im Rahmen der historischen Gliederung Schottlands in Civil Parishes zählt die Grutness Voe zu Dunrossness.